# Музей Долорес Ольмедо
Музей Долорес Ольмедо — художній музей у столиці Мексики, в основі якого лежить мистецька колекція мексиканської підприємиці й меценатки Долорес Ольмедо. Музей знаходиться у маєтку Finca La Noria — споруді, що датується XVII століттям.

## Історія
1962 року Долорес Ольмедо придбала маєток у Ля-Норії, Сошимілко на півдні Мехіко, який згодом перетворила на музей, названий її іменем у 1994 році. Вона подарувала музею всю свою колекцію творів мистецтва, зокрема доколумбове, колоніальне, народне та сучасне мистецтво. Тепер музей Долорес Ольмедо Патіньо має найбільшу колекцію творів Фріди Кало, Дієґо Рівера та Анжеліни Белофф. Після смерті Ольмедо 2002 року вона залишила кошти для догляду за музеєм, який відкрили для відвідувачів.

## Колекції
У комплексі зібрано понад 150 картин, серед них 145 авторства Дієґо Рівери, 25 — Фріди Кало, деякі шкіци та малюнки подружжя, майже 6 тис. доіспананських статуеток і скульптур. У музеї також мешкають різні свійські тварини, як-от гуси, качки, шість шолоїцквінтлі, а також індійські павичі, що їх можна зустріти в садах музею.

## Останні події
Нещодавно до музею додали нові площі, «кімнати приватного помешкання Долорес Ольмедо», де вона зберігала самобутній декор свого будинку, як-от вироби зі слонової кістки, порцеляни та твори художників, якими вона опікувалась в останні роки життя, зокрема Хосе Хуареса та Франсіско Гевари. Зараз у музеї зберігається постійна експозиція робіт російсько-мексиканської художниці Анджеліни Белофф, першої дружини Дієґо Рівери.

### Галерея

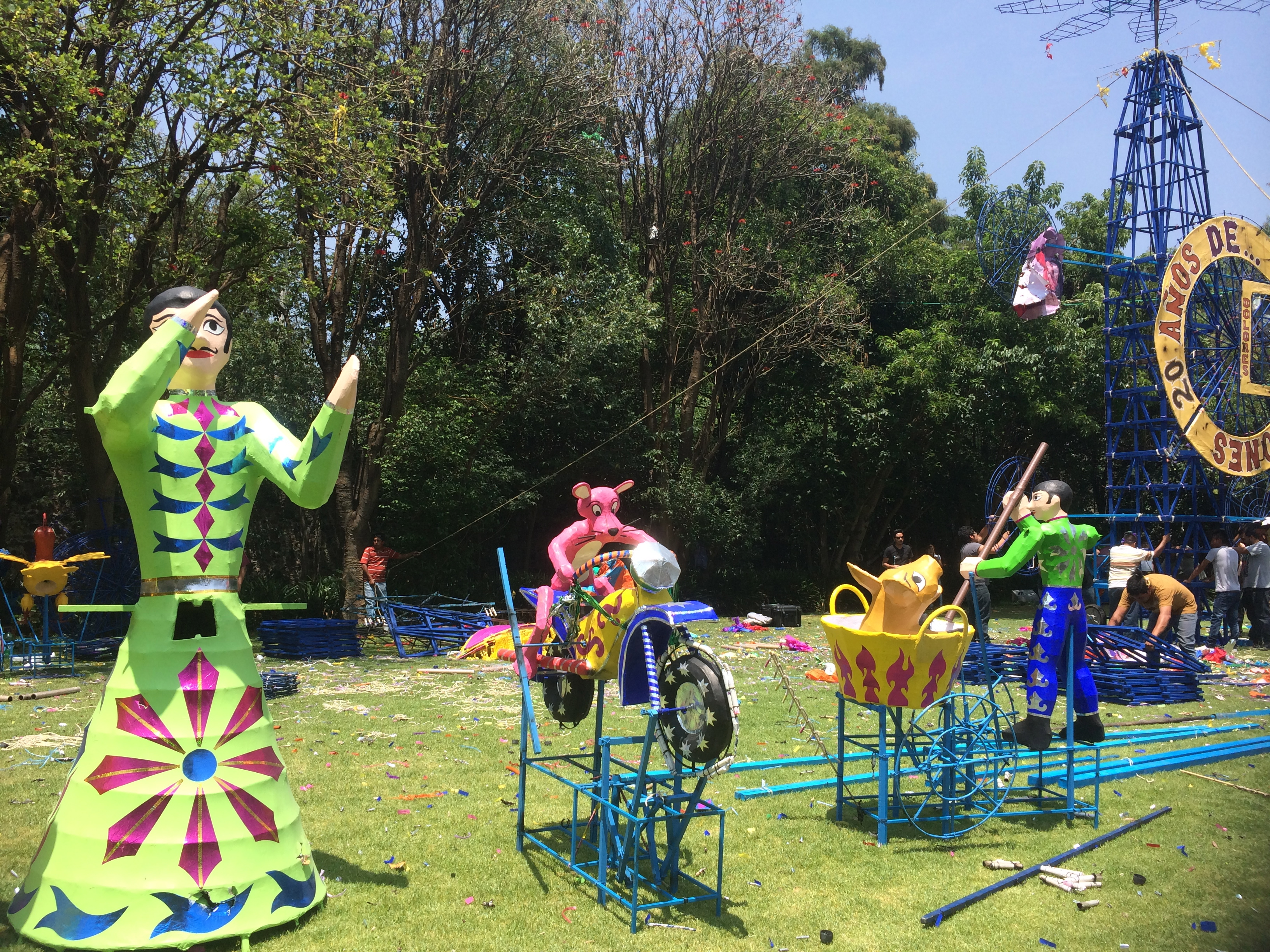
Традиції в Музеї Долорес Ольмедо
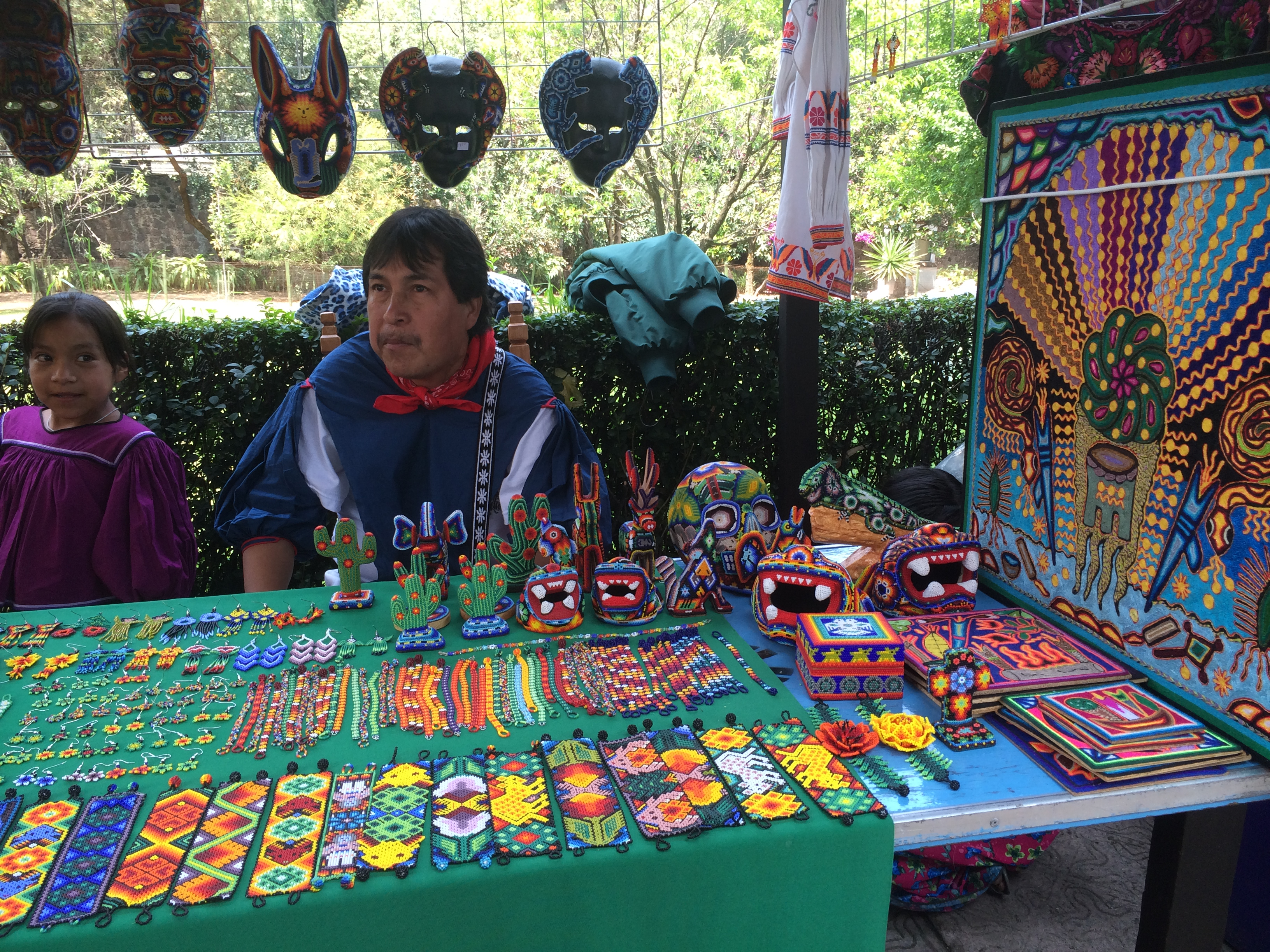
Традиції в Музеї Долорес Ольмедо
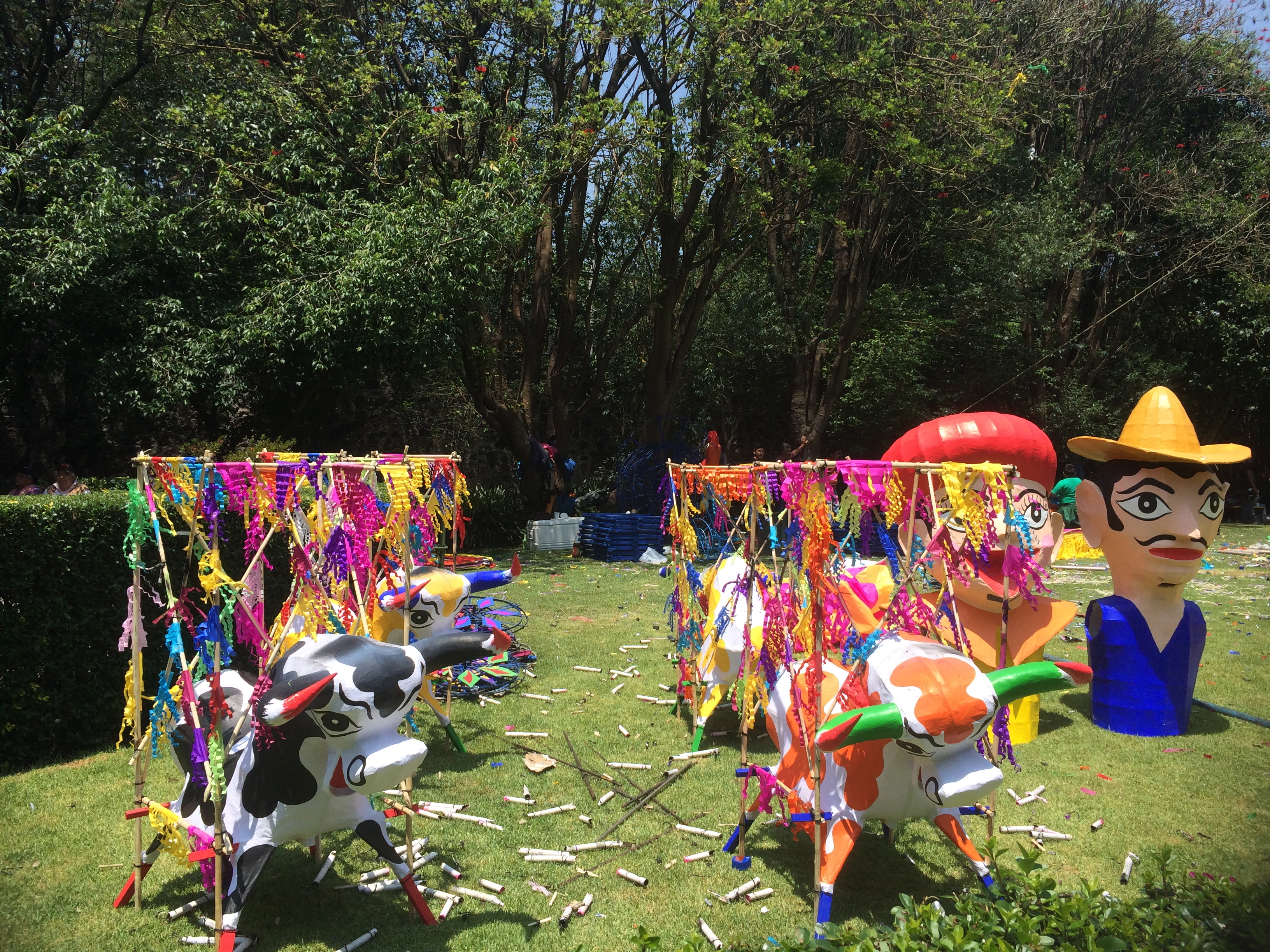
Традиції в Музеї Долорес Ольмедо
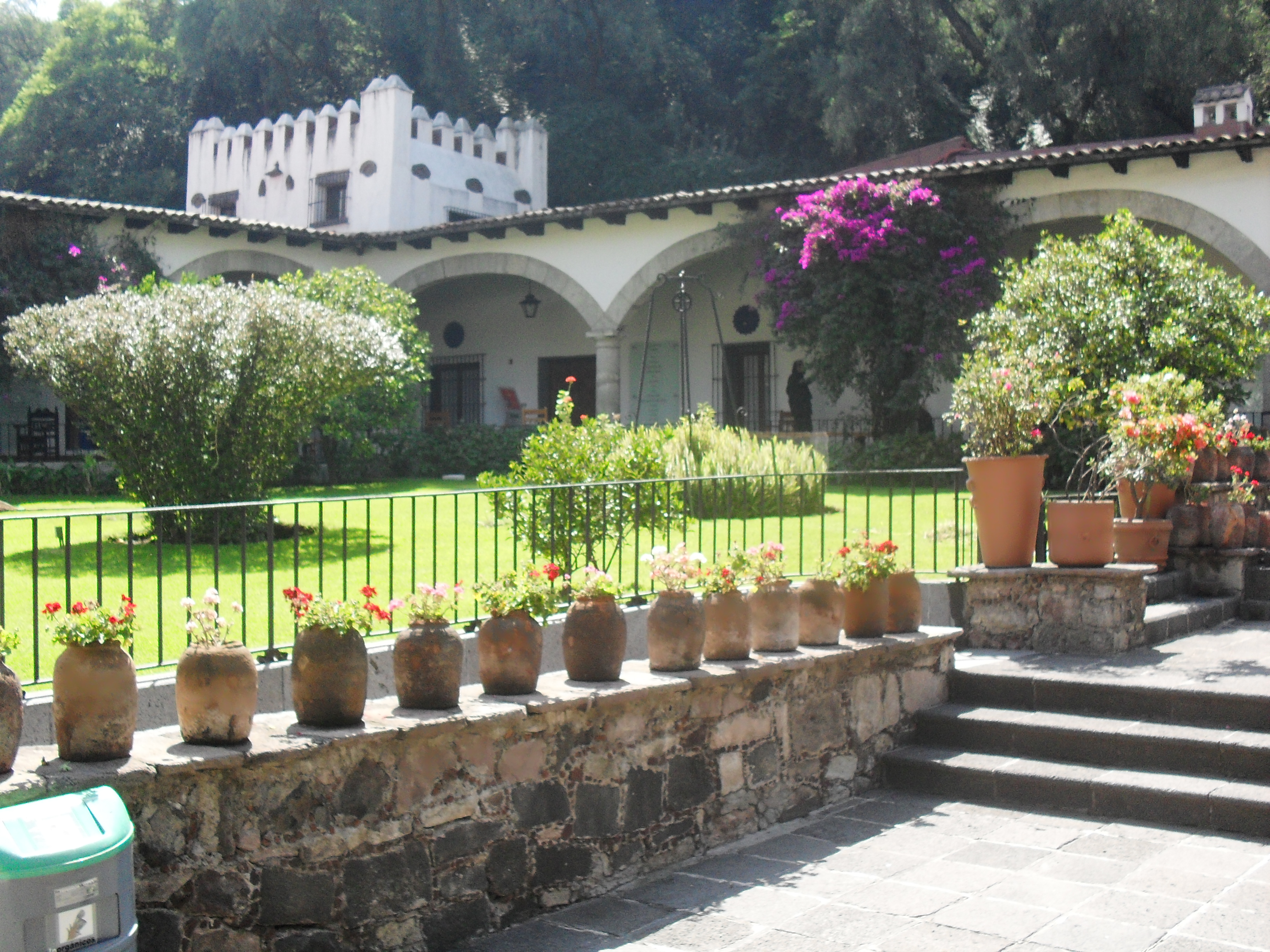
Частина музею, де знаходиться виставка Фріди Кало
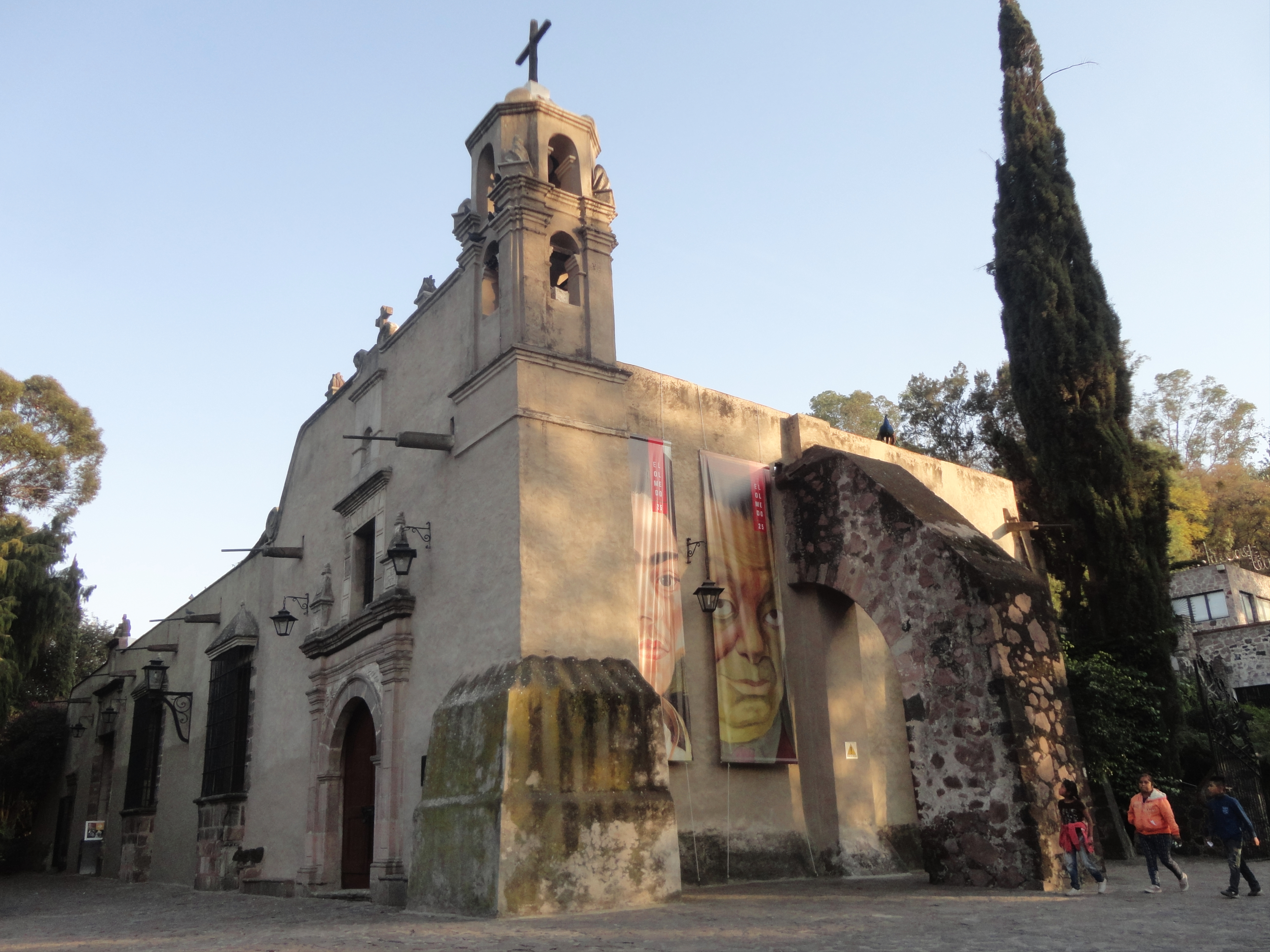
Старий ермітаж, що знаходиться всередині музею
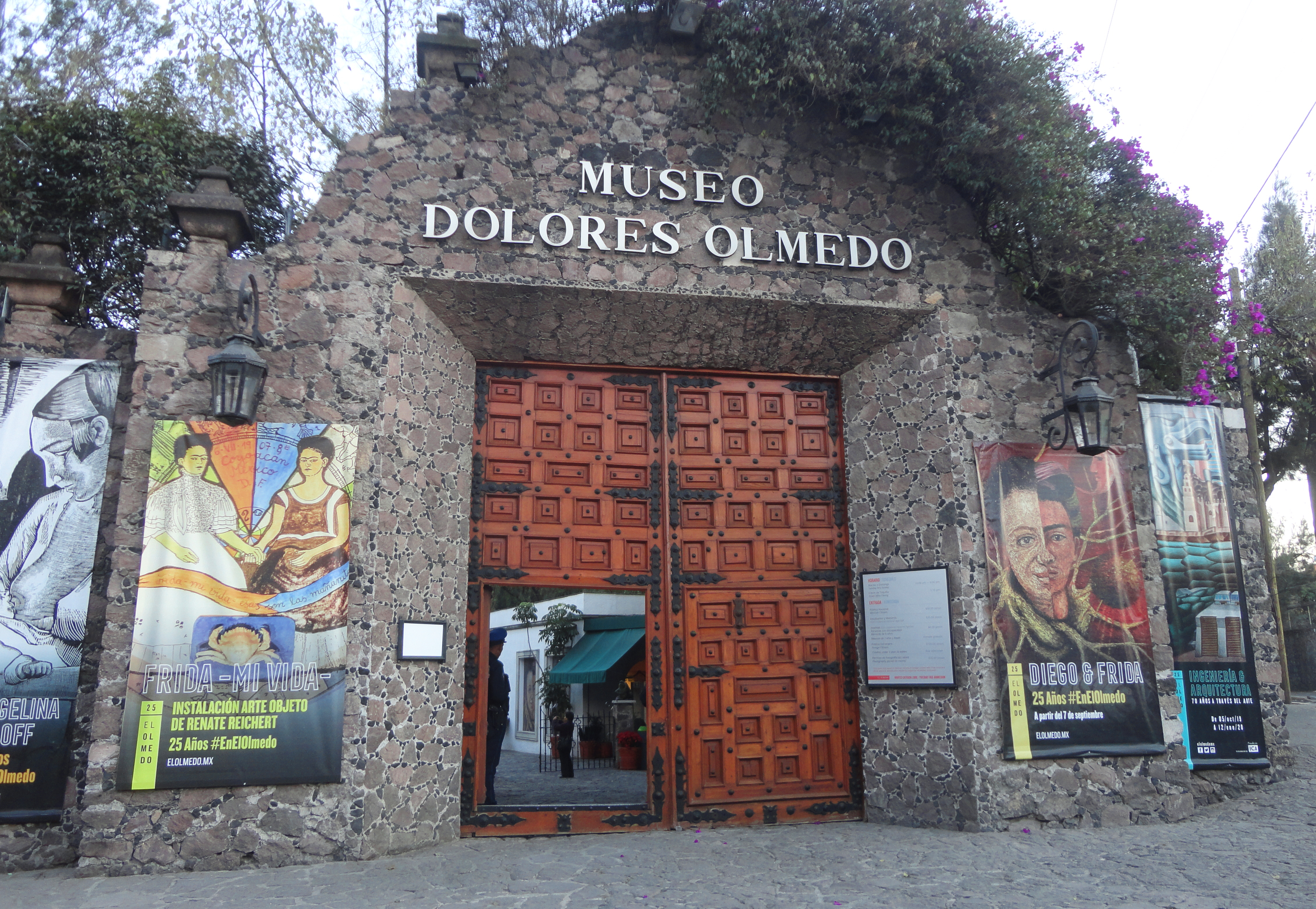
Вхід до Музею Долорес Ольмедо, 2011 рік
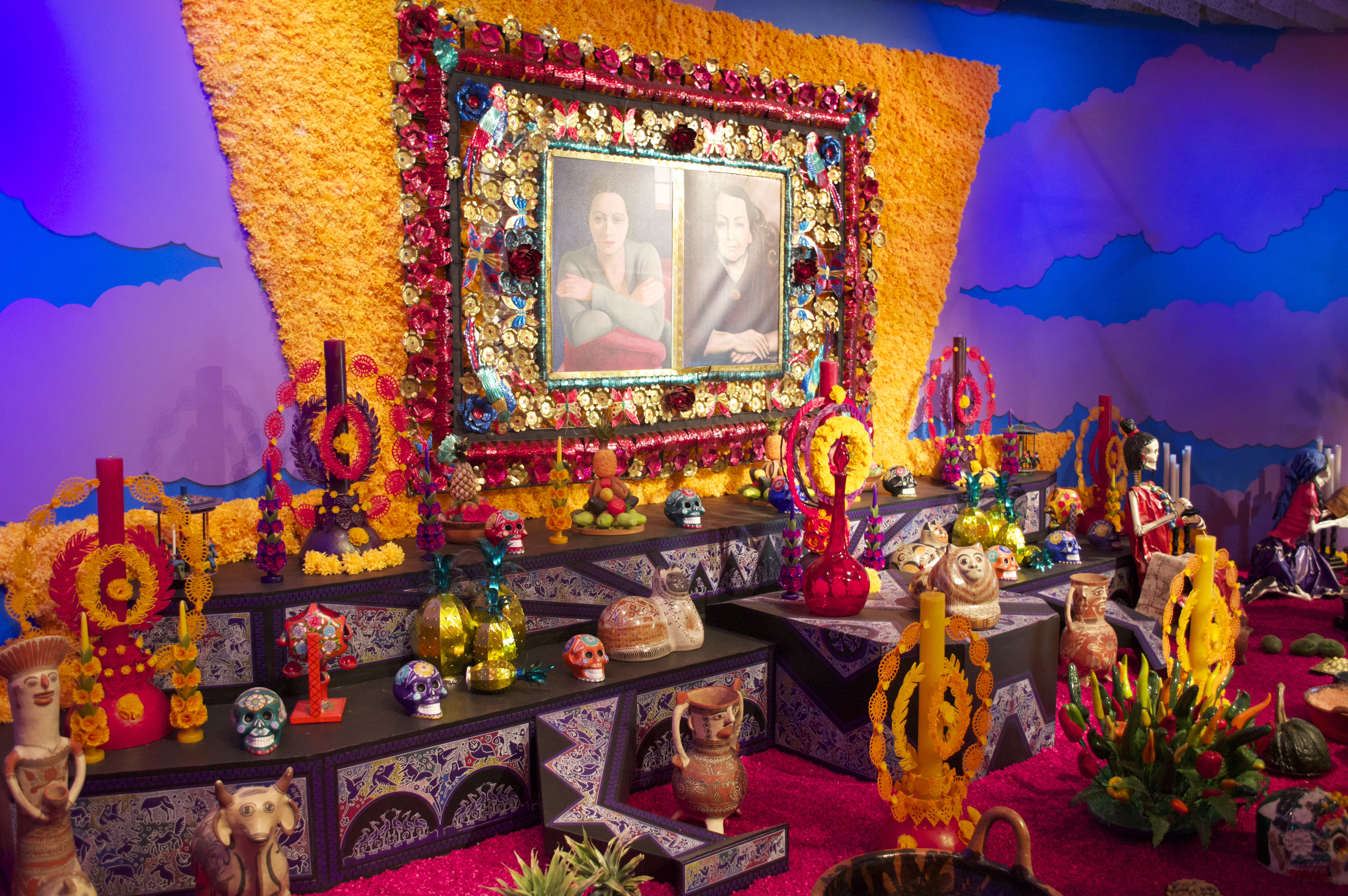
Вівтар Долорес Ольмедо в музеї до Дня мертвих
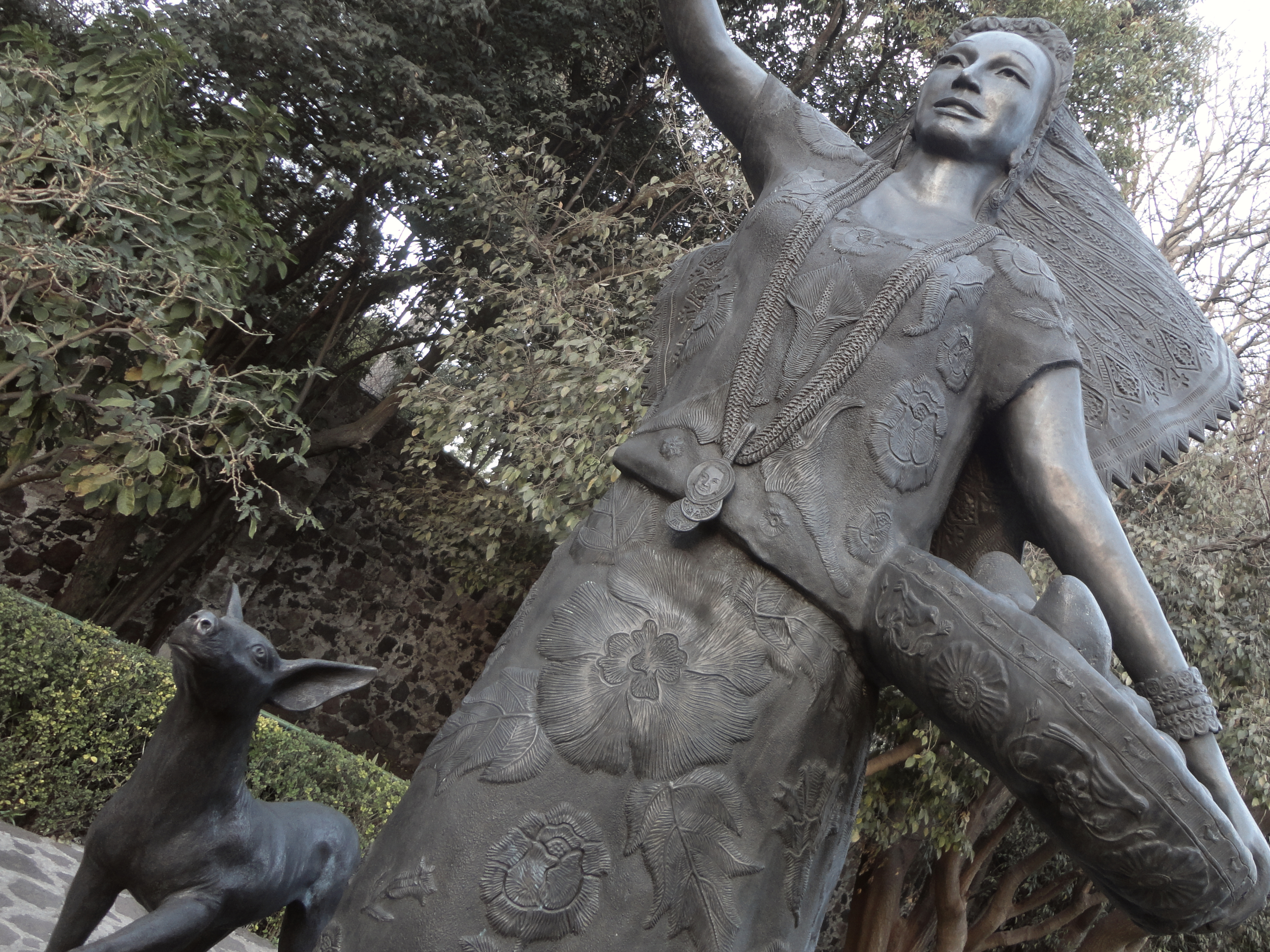
Статуя Долорес Ольмедо